# بوس‌جین
بوس‌جین روستایی است که در استان اردبیل، شهرستان نیر، بخش کوراییم قرار دارد.

## جمعیت
بر اساس سرشماری سال ۱۳۸۵ جمعیت این روستا ۶۲۹ نفر با ۱۳۹ خانوار بوده‌است.